# Victor (film 1993)
Victor è un cortometraggio del 1993 diretto da François Ozon.

## Trama
Victor è un giovane ben educato, che mantiene i suoi genitori morti nella camera da letto del loro sontuoso palazzo di famiglia. Il nuovo status quo apre le porte a nuove scoperte.